# Grésigny-Sainte-Reine
Grésigny-Sainte-Reine är en kommun i departementet Côte-d'Or i regionen Bourgogne-Franche-Comté i östra Frankrike. Kommunen ligger i kantonen Venarey-les-Laumes som tillhör arrondissementet Montbard. År 2022 hade Grésigny-Sainte-Reine 147 invånare.

## Befolkningsutveckling
Antalet invånare i kommunen Grésigny-Sainte-Reine
Referens:INSEE